# قراءة الشفاه

رسم تقْريبِي لِشَكل الفَم وهُو ينطِق عُنوانُ المقال، الصُّور المرسُومةَ (الرُّسُوم المُتحرِّكَة) لِيست النَّمُوذج الْمِثالِي فِي نطَّقها لِلحُروف؛ الصُّورة الْحقِيقِيَّةَ هِي النَّمُوذج الأَمثل لِقِراءة الشِّفاه.

قِراءَة الشِّفَاه (بالإِنجِلِيزِيّة: Lip Reading أو Speechreading) هِي وسِيلَة تواصُل بصرِيَّة؛ تعتمِدُ على مُشاهِدة فَم المُتَحدِّث؛ خُصُوصاً شفتِيّه لِفهِم حُروف وكلِمات المُتكلِّم. وعَبر الصُّورة الفموِيَّة (شَكل تَعبير الفمِ) وحركة الشِّفاه الَّتِي غالِباً ماتكوُّن مرئِيَّة فِي الاِتِّصال وجهاً لِوجه يتِمُّ التَّعرُّف البصريّ على الحُروف والكلِمات والجُمل المنطُوقَة؛ كما تُساعِد إِيماءات وتعابِير الوجه ووضع اللِّسان الَّتِي تُرافق الكلامِ على فهمِ الكلِمات المُشاهِدَة بِشكل أَوضح؛ وهِي إِحدى الوسائِل المرئِيَّة؛ الَّتِي تعتَمِدُ على مُشاهِدَة المُتحدِّث بِشكل مُباشِر لِلوُصُول إِلى الغايَة؛ وهِي فهُم المعنِي الَّذِى يُرِيدُ المُتحدِّث إِيصالُه.

## معلُومات أَساسِيَّة
تُعتبر قِراءة الشِّفاه مهارة مُكتسبة؛ تندرِج ضِمن مهارات الاِتِّصال. وهِي شبِّيَّة لِحدٍ كبِير فِي طرِيقة تعلمُها؛ طرِيقة اكتساب وتعلَّم القِراءة. فِي تعلَّم القِراءة نقُوم بِالتَّعرُّف على رُموزِ مرسُومة تُسمَّى حروفاً، ثُمَّ نقُوم بِتخزِينِها فِي الذَّاكِرة؛ ونستدعِي تِلك الحُروف مِن الذَّاكِرة عندما نُشاهِدُها ونُرِيد القِراءة. وفِي مرحلة تعلَّم قِراءة الشِّفاه نتعرَّفُ على تعابِير صُورة الفمِ عندما ينطِق الحرف ثُمَّ نقُوم بِتخزِين تِلك الصُّورة فِي الذَّاكِرة؛ ونستدعِي تكِل الصُّور مِن الذَّاكِرة (الذَّاكِرة البصرِيَّة) عِندمَا نُرِيد قِراءة كلِمة أَو جُملة مِن خِلال شكل تعابِير الفمِ وحركة الشِّفاه؛ ثُمَّ نقُوم بِتجمِيع تِلك الصُّور الَّتِي ترمِزُ لِلحُروف فِي الذِّهن لِتكوُّن كلِمةٌ أَو جُملة واحِدةٌ أَو أَكثر.

## تلميحات ونصائِح مُفِيدة لِقِراءة الشِّفاه
فِيما يلِى بعض التَّلميحات والنَّصائِح التي تساعد على قِراءة الشِّفاه بِشكلٍ أَفضل؛ وهِي كالتَّالِي:
- الإِضاءة المُناسبة؛ والتَّركِيز بِهُدُوء على رُؤية المُتكلِّم مِن العوامِل الهامة فِي عملِيَّة قِراءة الشِّفاه.
- يُفضِل أَن تطَلُّب مِن المُتحدِّث الكلام ببطِئ فِي حال كان المُتحدِّث يتكلَّم بِشكلٍ سرِيع وغير مفهُوم.
- قد تُصادِف حُروفٍ مُتشابِهة فِي شكل وصُورة النُّطق، مِثل الحرف (ت و د) و(ق و ك) أَو(ز و س)، لكِنَّ سِّياق الجُملَة يُساعِدُ على فهُم تِلك الحُروف المُتشابِه.
- تُساعِد لُغة الجسد وبِصُورة خاصة إِيماءات وتعابِير الوجه على قِراءة الشِّفاه بِشكل أَوضح.
- تُقَامُ مُسَابَقَاتٌ لِقِراءة الشِّفاه عَلَى مُستوى الأَفرَاد؛ ومُستويات أَعلى مِن ذَلِك؛ حاول أَن تجعل مِن العقِبات والصُّعُوبات الَّتِي قَد تُواجِهُك فِي اكتساب وتعلَّم المهَارَة الجدِيدة؛ تحدِّياً مُمتِعاً.

## اُنظُر أيضاً
- عِلم العلامات.
- لُغة الجسد.
- لُغة إشارة.
- فِيزيم.

## وصلات خارجيّة
- عِملاق الإِنتِرنِت قوقِل وعددٌ مِن الباحِثِين يقُومُون بِتطوِير برنامج (تطبِيقِ) لِقِراءة الشِّفاه (باللُّغَة الإِنجِلِيزِيّة).
- رابِطة قِراءة الشِّفاه (ALS) (باللُّغَة الإِنجِلِيزِيّة).

## مَراجع
1. ↑  "معلومات عن قراءة الشفاه على موقع meshb.nlm.nih.gov". meshb.nlm.nih.gov. مؤرشف من الأصل في 2019-09-08.
2. ↑  "معلومات عن قراءة الشفاه على موقع data.europa.eu". data.europa.eu. مؤرشف من الأصل في 2020-04-27.
3. ↑  "معلومات عن قراءة الشفاه على موقع britannica.com". britannica.com. مؤرشف من الأصل في 2016-08-05.